# La Tienda en Casa
 (signalé en août 2025).
Si vous disposez d'ouvrages ou d'articles de référence ou si vous connaissez des sites web de qualité traitant du thème abordé ici, merci de compléter l'article en donnant les références utiles à sa vérifiabilité et en les liant à la section « Notes et références ».
- Archive Wikiwix
- Bing
- Cairn
- DuckDuckGo
- E. Universalis
- Gallica
- Google
- G. Books
- G. News
- G. Scholar
- Persée
- Qwant
- (zh) Baidu
- (ru) Yandex
- (wd) trouver des œuvres sur Wikidata

La Tienda en Casa est une chaîne de télé-achat disponible sur la TDT.
Elle se veut être la version télévision du magazine de télé-achat La Tienda en Casa, visible de 7 h 45 à 8 h 45 sur les chaînes Telecinco et Divinity. Elle est lancée le (te) et disparaît le 31 décembre 2012 pour laisser la place à la chaîne Nueve. 
La chaîne Nueve disparaît le 6 mai 2014 et son canal est repris partiellement par La Tienda en Casa le 7 mai 2014.
La Tienda en Casa est une émission diffusée sur plusieurs chaînes de Mediaset España et est aussi un site de commerce en ligne.